# Songmai (häradshuvudort i Kina, Sichuan Sheng, lat 28,71, long 99,29)
Songmai (kinesiska: 松麦, 松麦镇, 得荣) är en häradshuvudort i Kina. Den ligger i provinsen Sichuan, i den sydvästra delen av landet, omkring 510 kilometer sydväst om provinshuvudstaden Chengdu. Antalet invånare är 4 726. Befolkningen består av 2 213 kvinnor och 2 513 män. Barn under 15 år utgör 18,0 %, vuxna 15-64 år 76 %, och äldre över 65 år 4,0 %.
Runt Songmai är det glesbefolkat, med 15 invånare per kvadratkilometer. Det finns inga andra samhällen i närheten. Trakten runt Songmai består i huvudsak av gräsmarker.
Genomsnittlig årsnederbörd är 649 millimeter. Den regnigaste månaden är juli, med i genomsnitt 229 mm nederbörd, och den torraste är december, med 1 mm nederbörd.